# 旧長沢家住宅主屋及び馬屋
座標: 北緯35度33分01.1秒 東経139度34分54.1秒 / 北緯35.550306度 東経139.581694度

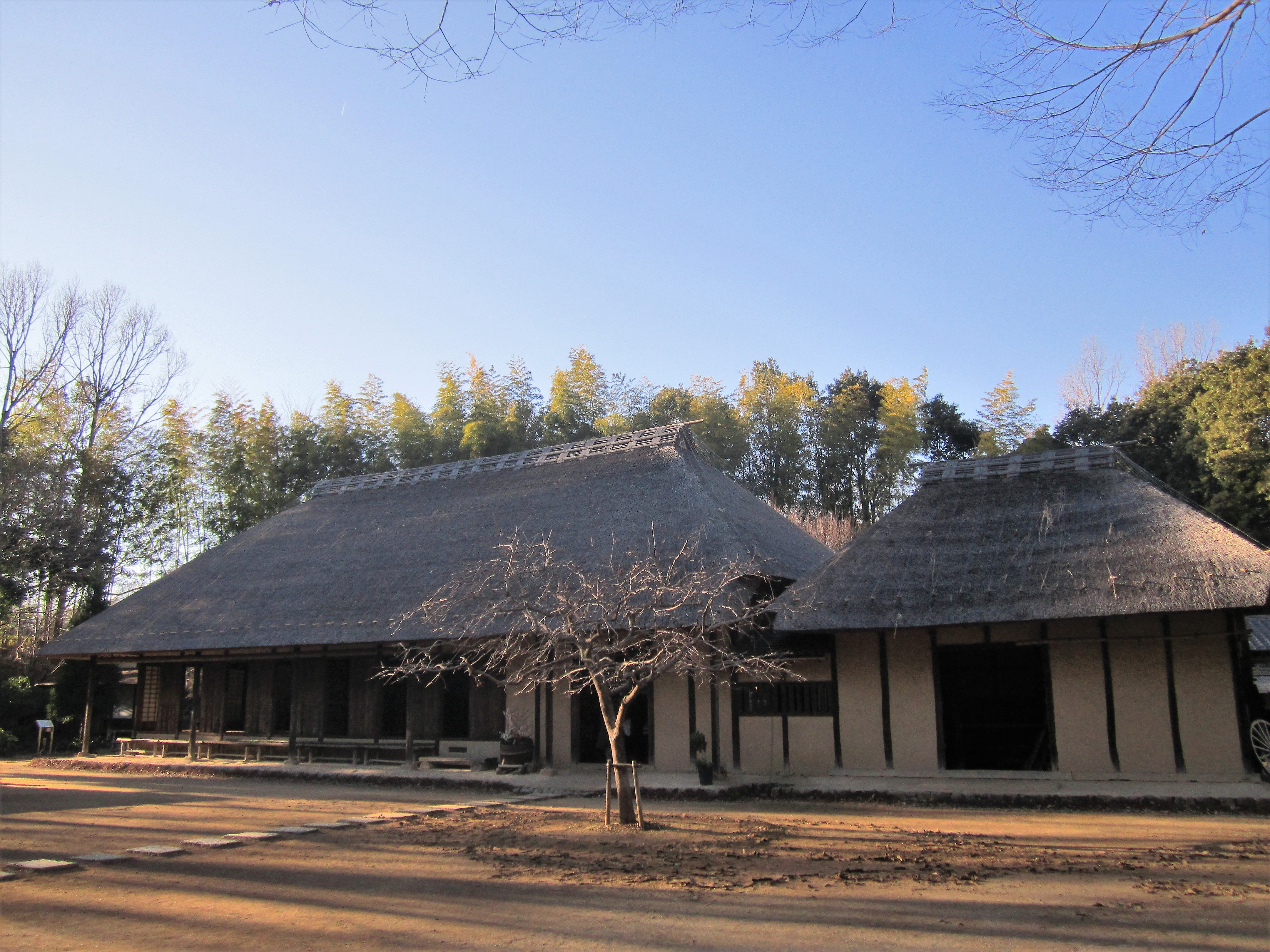
都筑民家園の旧長沢家住宅。左が主屋、右が馬屋（2020年2月9日撮影）

旧長沢家住宅主屋及び馬屋（きゅうながさわけじゅうたくおもやおよびうまや）は、神奈川県横浜市都筑区大棚西二丁目に位置し、横浜市指定有形文化財に指定された古民家である。長沢家は、もとは同区牛久保町にある江戸時代からの旧家だったが、重要な歴史的建築物として現在地（大棚西）に移築され「都筑民家園」となった。

## 旧長沢宅遺跡
都筑区が港北ニュータウンとして大規模な開発を受ける以前、同区牛久保町地域は、森林生い茂る丘陵と田畑を耕す谷戸が広がる典型的な里山景観であった。長沢家は、元々は牛久保町1099番地に位置し、現在「牛久保公園」という自然公園になっている丘陵南側の山裾部に建てられた茅葺きの古民家で、江戸時代の一時期には、村の名主や組頭を務める家柄だった。
1965年（昭和40年）に策定された横浜市六大事業の1つとして始まった港北ニュータウン開発により、都筑区域（かつては緑区・港北区）の里山は悉く造成を受けることになり、これに伴い、この地に広がる268箇所もの大小の遺跡が、1970年（昭和45年）から順次発掘調査されることになった（港北ニュータウン遺跡群の調査）。長沢家の土地も、家屋の解体後に旧長沢宅遺跡（きゅうながさわたくいせき）の名で（当初はF15遺跡）調査の対象となり、1977年（昭和52年）4月～1980年（昭和55年）10月まで発掘調査が行われた。この結果、長沢家住宅（主屋・馬屋）に伴う柱穴列などの基礎部分や井戸などが遺構として検出され、遺物では近世陶磁器・金属器などが出土し、近世古民家の生活様相が捉えられた。
この近世長沢家の遺構下から、中世室町時代に遡る遺構も検出された。中世遺構は、「地下式坑（ちかしきこう）」と呼ばれる地下室のような空間をもつもので、3基確認された。内部からは土器などのほか人骨も見つかり、周囲にも同時代の土坑が複数検出さられたことから、墓地的空間と考えられている。これらの中世遺構は、背後の山の斜面を階段状に削って（いわゆる「段切り」して）造られた平場に造営されていたが、近世の長沢家住宅は、中世の段切りと平場を利用しつつ、山裾をさらに深く削り、その土で中世の段切りと平場を埋め立てた上に構築されていたことが判明した。墓地から民家へと、土地利用の方法には断絶が見られるが、山麓部での中世の土地利用が何らかの形で近世に引き継がれる事例があることを示しており、近世古民家を調査する場合、複合遺跡としてその直下にも注意が必要であることが指摘された。

## 現建築物
長沢家住宅は解体され、主屋と馬屋が現在地に移築された。主屋は10間×4間半の規模で、ドマ・ダイドコロ・ヒロマ・ナカノマ・ヘヤ・オクノマ・オクなどからなる。馬屋は主屋とロウカで繋がり、ウマヤとミソベヤに分かれている。
建築年は明確でなく、新しい形式を取り入れた形跡があるが、古い形態をも残していること（柱にチョウナによる仕上げがある・ドマ境の柱が大黒柱ではない等）から、市内の古民家の中ではかなり古いものと見られる。
1997年（平成9年）11月4日に横浜市指定有形文化財となり、都筑民家園として大塚・歳勝土遺跡公園の一部に組み込まれている。